# Euleptes europaea
Il tarantolino o fillodattilo (Euleptes europaea Gené, 1839) è un piccolo sauro appartenente alla famiglia Sphaerodactylidae. È l'unica specie nota del genere Euleptes.

## Descrizione
A differenza delle altre specie di gechi la sua pelle è liscia e non presenta protuberanze né tubercoli. È molto piccolo infatti non supera gli 8 cm inclusa la coda e la lunghezza media è di 6 cm.
Possiede solo sotto la parte terminale di ogni dito la caratteristica struttura lamellare comune nei gechi, il che fa che la punta sia palesemente più larga del resto del dito, facendolo somigliare ad una foglia.
La pelle va dal colore grigio, in varie tonalità, fino al rosa chiaro e sono presenti macchie e bande più chiare o più scure, di varie dimensioni e forma.
La caratteristica coda, dopo che è stata persa e rigenerata assume un aspetto rigonfio.
I maschi adulti si possono distinguere per un rigonfiamento alla base della coda dato dagli emipeni.
Sono abbastanza lenti nei movimenti.
La pupilla è verticale.

## Biologia
Questa specie è caratterizzata da abitudini prevalentemente crepuscolari e lo si può scorgere su muri e bassa vegetazione soprattutto nelle prime ore della notte. All'arrivo della primavera i giovani sono i primi ad entrare in attività, grazie alla loro capacità di termoregolare più velocemente visto il ridotto volume corporeo. È abbastanza timido e prevalentemente notturno.

### Alimentazione
Si nutre di piccoli insetti, prevalentemente formiche, e ragni.

### Riproduzione
La maturità sessuale è raggiunta al secondo o terzo anno di vita.
In primavera, dopo il letargo, c'è il periodo della riproduzione.
Depongono 2 uova alla volta fino a 3 volte l'anno, nelle crepe tra le rocce.
Le uova misurano circa 8 mm e si schiudono alla fine dell'estate dando alla luce i piccoli che misurano circa 3 cm.

## Distribuzione ed habitat
È presente in Francia, Italia e Tunisia.
Ha un areale frammentario; si trova sulle isole ed alcuni siti sulla terraferma intorno al Mar Tirreno centrosettentrionale e al Mar Ligure.
In Francia si trova in Corsica ed isole satelliti, nelle Isole di Hyères, in alcune isole presso Marsiglia e in alcune località dell'estrema Francia sudorientale.
In Italia è presente in Sardegna ed isole satelliti, nell'Arcipelago Toscano ed in alcune località in Toscana e Liguria.
In Tunisia si trova esclusivamente nell'Arcipelago della Galita.
Frequenta ambienti aridi. Pareti e coste rocciose, zone rocciose, case abbandonate, massi e muri in pietra in aree rurali fino a 1.400-1.500 m s.l.m.
Evita i boschi ed, in genere, aree urbane.

## Conservazione
A causa della frammentazione del suo areale, la specie è classificata nella IUCN Red List come prossima alla minaccia di estinzione (Near Threatened).
I siti dove si trova sono relativamente circoscritti e discontinui, quindi sono a rischio incendi.
Nei luoghi turistici sono minacciati anche dallo sviluppo dell'urbanizzazione.
La specie è protetta dalla Convenzione di Berna e da Leggi Regionali.